# پرواز ۱۹۱ امریکن ایرلاینز
پرواز ۱۹۱ امریکن ایرلاینز پروازی از مبدأ فرودگاه بین‌المللی اوهر شیکاگو به مقصد فرودگاه بین‌المللی لس‌آنجلس بود که در تاریخ ۲۵ مه ۱۹۷۹ مک‌دانل داگلاس دی‌سی-۱۰ هواپیمای این پرواز هنگام بلند شدن از باند 32R موتور سمت چپ آن دچار مشکل شده و از بال جدا می‌شود و هواپیما به زمین برخورد می‌کند.
همه ۲۵۸ مسافر و ۱۲ خدمه که در هواپیما حضور داشتند و ۲ فرد دیگر که بر روی زمین اطراف بودند کشته شدند.
با ۲۷۳ کشته این مرگبارترین تصادف هوایی است که در ایالت متحده آمریکا رخ داده‌است. 

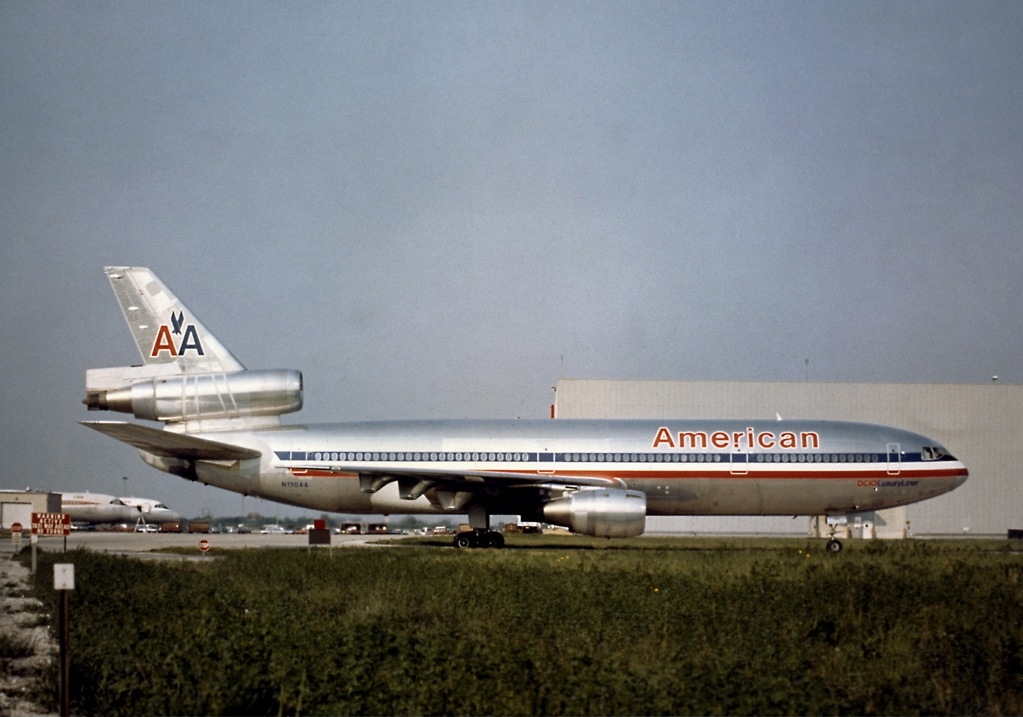
هواپیمای N110AA، هواپیمای درگیر در این سانحه، در سال ۱۹۷۴ در فرودگاه بین‌المللی شیکاگو اوهار، پنج سال قبل از حادثه، عکاسی کرد